# Џулија Квин
Џули Потингер (девојачко Котлер, енгл. Julie Pottinger, Cotler, рођена 1970) је америчка списатељица историјско-љубавних романа и познатија је под својим псеудонимом Јулија Квин (енгл. Julia Quinn). Њени романи су преведени на 29 различитих језика и појавила се на Листи Бестселера Њујорк Тајмса (енгл. New York Times Bestseller List) чак 19 пута. Њен најпознатији серијал Бриџертон (енгл. Bridgerton) је адаптирала Шонда Рајмс (енгл. Shonda Rhimes) на Нетфликсу (енгл. Netflix) под називом Бриџертон. [

## Биографија
Потингер је рођена као Џули Котлер 1970. године. Њени родитељи су Џејн и Стивен Луис Котлер (енгл. Jane and Stephen Lewis Cotler). Има три сестре: Емили, Абигејл и Аријану (енгл. Emily, Abigail and Ariana). Већину времена у детињству је провела у Новој Енглеској (енгл. New England), али је доста времена провела и у Калифорнији (енгл. California) након развода родитеља. 
Од раног детињства Џули је уживала у књигама. Њен отац се противио њеним изборима и рекао јој да може да настави да их чита само ако докаже да су те књиге добре за њу. Она му је рекла да их проучава, јер она жели такође да напише књигу. Желећи да докаже да она стварно то може, села је за рачунар и написала прва два поглавља књиге. Три године касније је исту књигу и завршила и послала Слатким сновима (енгл. Sweet Dreams), али је била одбијена.

## Образовање и каријера
Потингер је дипломирала историју уметности на Харварду (енгл. Harvard). Током четврте године на факултету је схватила да не зна шта ће радити са својом дипломом и одлучује да упише Медицински факултет, односно Школу за медицину. Због те своје нове одлуке морала је да слуша додатне предмете, тако да је била на факултету две године дуже. 
Бавила се писањем док је учила природне предмете и тада је написала романе Регенство (енгл. Regency). Неколико недеља након што је уписала Медицински факултет, открила је да су њена прва два романа, Диван (енгл. Splendid) и Плес у поноћ (енгл. Dancing At Midnight), продати на аукцији. Одложила је одлазак на Медицински факултет две године да би написала још два романа.
Када је напокон отишла на Јејл школу за медицину (енгл. Yale School of Medicine), већ су јој биле објављене три књиге. Након неколико кратких месеци, Потингер схвата да ипак не жели да буде доктор, већ списатељица. Напушта школу и потпуно се посветила писању. 
Потингер за себе сматра да је феминисткиња и својим хероинама даје феминистичке особине које се обично не слажу са временом радње. Њене књиге су пуне хумора, са духовитим дијалозима. Њени романи су више фокусирани на ликове, а мање на радњу. Један од њених романа Када је он био зао (енгл. When He Was Wicked) има јако необичну структуру за љубавне романе. На почетку видимо хероину у срећном браку са неким ко није херој, а онда тај исти лик умире и она показује бол и патњу са којим се хероина сусреће након његове смрти и проналази утеху у хероју. 
Већину књига је посветила свом мужу, Полу Потингеру (енгл. Paul Pottinger). Освојила је РИТА награду (енгл. RITA Award) у 2007. години за дело На путу за венчање (енгл. On the Way to the Wedding), а годину дана касније и за Тајни дневници госпођице Миранде Чивер (енгл. The Secret Diaries of Miss Miranda Cheever). Када је поново освојила исту награду у 2010. години за дело Шта се деси у Лондону (енгл. What Happens in London), постала је најмлађа чланица Галерије Славних РВА (енгл. RWA Hall of Fame). Такође, свих 17 њених романа су се појавили на Листи Бестселера Њујорк Тајмса. 

## Приватни живот
У 2001. години Потингер је учествовала у квизу Најслабија карика (енгл. The Weakest Link). Обожава да чита и често на својој Фејсбук (енгл. Facebook) препоручује књиге својим пратиоцима. 
Потингер тренутно живи у Сијетлу, Вашингтон (енгл. Seattle, Washington) са децом и мужем.
Јуна 29. 2021. године је пијани возач убио њену сестру Аријану и оца Стивена у Кејсвилу, Јута (енгл. Kaysville, Utah).

### Диван трилогија
- Диван (1995)
- Плес у поноћ (1995)
- Дрска девојка (1996)
- ”Прича две сестре” у Где је мој херој? (2003)

### Сестре Линдон
- Све и месец (1997)
- Светлије од сунца (1997)

### Агенти Круне
- Ухватити наследницу (1996)
- Како се удати за маркиза (1999)

### Бриџертон серијал
- Војвода и ја (2000)
- Виконт који је ме је волео (2000)
- Понуда од џентлмена (2001)
- Романтични господин Бриџертон (2002)
- Сер Филипу, с љубављу (2003)
- Кад је он био зао (2004)
- У његовом је пољупцу (2005)
- На путу за венчање (2006)
- Бриџертонови: Срећно до краја живота (2013)

### Две војводе од Вајндама
- Изгубљени војвода од Вајндама (2008)
- Гдин Кавендиш, претпостављам (2008)

### Бевелсток серијал
- Тајни дневници госпођице Миранде Чивер (2007)
- Шта се деси у Лондону (2009)
- Десет ствари које волим о теби (2010)

### Смајт-Смит квартет
- Баш као рај (2011)
- Ноћ као ова (2012)
- Збир свих пољубаца (2013)
- Тајне сера Ричарда Кенвортија (2015)

### Роксбај серијал
- Због госпођице Бриџертон (2016)
- Девојка са измишљеним мужем (2017)
- Друга госпођица Бриџертон (2018)
- Прво долази скандал (2020)